# Bureau central d'investigation judiciaire
 (mars 2025).
Le Bureau central d'investigations judiciaires, acronymisé BCIJ, (en arabe : المكتب المركزي للأبحاث القضائية ) est un service de sûreté marocain de haut niveau. Fondé en 2015, basé à Salé et dépendant de la Direction générale de la surveillance du territoire (DGST).
Son directeur actuel est Cherkaoui Haboub, ancien patron de la Brigade nationale de la police judiciaire (BNPJ).

## Présentation et objectifs
Surnommé le "FBI Marocain", qui depuis la loi 35-11, promulguée fin 2011, les officiers de la DGST ont désormais la qualité d’officiers de police judiciaire. Leur champ d’investigation a également été élargi et précisé par l’article 108 du code de procédure pénale. C'est ainsi que le bureau dépend dorénavant de la DGST contrairement à son prédécesseur qui dépendait de la DGSN. Illustrant La stratégie nationale adoptée par le Maroc en matière de lutte contre le terrorisme qui a été adoptée et mise sur pied au lendemain des attentats du 16 mai 2003 à Casablanca qui avaient causé 45 morts en plus des blessés et des dégâts matériels, tout en adoptant une stratégie nationale sécuritaire multidimensionnelle et globale basée sur une approche proactive, dont l’axe le plus important est la prévention dans le strict respect de l'État de droit et des principes des droits de l'Homme. C’est ainsi qu’a été installé le BCIJ en tant que pilier important dans la lutte contre le terrorisme et le banditisme sous toutes ses formes, bureau qui relève de la Direction générale de la surveillance du territoire (DGST).Il est considéré comme le bras judiciaire de cette direction. L’ensemble des opérations se déroule en coordination avec la DGST sur la base de leurs renseignements et ceux de la DGSN ainsi que les données qu’ils parviennent à collecter et analyser,.
Depuis sa création le 20 mars 2015, dirigé par Abdelhak Khiam, décédé en 2022, remplacé en fin novembre 2020, par Cherkaoui Habboub, déclarant dans un interview au mensuel panafricain Jeune Afrique, que la création du BCIJ s'inscrit dans la stratégie sécuritaire adoptée par le Royaume Chérifien, surtout que sa création intervient «dans une conjoncture marquée par la recrudescence des actes terroristes à travers le monde» ajoute à la MAP, le patron de la DGST, Abdellatif Hammouchi.
De ce fait et sous la supervision du ministère public, Le BCIJ est chargé de traiter les crimes et délits prévus par l’article 108 du Code de procédure pénale, Il doit donc, comme le FBI américain, lutter contre :
- Le terrorisme et les atteintes à la sûreté de l’Etat
- Le grand banditisme
- Le trafic de stupéfiants ou d’armes
- La falsification de monnaie
- Les enlèvements

Dans ce sillage, Le BCIJ comprend plus de 340 agents divisés en deux brigades, celle de la lutte contre le terrorisme, et celle de la lutte contre la criminalité. De même, face à l’ennemi terroriste, les Groupes d’intervention rapide (GIR) sont en première ligne. Leurs membres ont été sélectionnés à leur sortie de l’Académie de police de Kenitra après avoir passé un concours d’aptitude physique et psychologique très strict. Après avoir reçu une formation en renseignement, en arts martiaux et en techniques de tir à la DGST, ils se perfectionnent chez les Américains, les Français et les Italiens dans le cadre de la coopération internationale. Il en va de même pour les artificiers, les armuriers et les spécialistes de la cybercriminalité, lesquels disposent de leur propre cellule au BCIJ. À noter que ces GIR comprennent plus de quinze femmes, dont la mission consiste à interroger et à fouiller les femmes en garde à vue. En fonction de la dangerosité des opérations menées par le BCIJ, ils disposent d’armes légères – Glock et Beretta 9 mm – ou plus lourdes – M16 et M4,,,.

## Lutte Anti-Terroriste

### Chronologie
Jusqu'au Mars 2023, le Bureau central d’investigations judiciaires (BCIJ), a arrêté 1.400 personnes pour terrorisme au Maroc dont 85% étaient affiliées à Daech, avec un total de 91 cellules terroristes, dont :
- 29 et 30 janvier 2024, Une cellule terroriste a été démantelée  par le Bureau central d’investigations judiciaires (BCIJ), à Casablanca, Beni Mellal, Inezgane et Tanger. Les prévenus étaient des recruteurs de potentiels terroristes, et agissaient pour le compte de l’organisation Daech[9],[10],[11].

- jeudi 19 octobre 2023, quatre individus s’activant dans les villes de Tanger, Tétouan, Inezgane et Aït Melloul soupçonnés de préparer de dangereux actes terroristes visant la sécurité et la stabilité du pays ont été arrêtés par le BCIJ[12],[13],[14].

- Lundi 29 mai 2023 à Tanger, Le Bureau central d’investigations judiciaires (BCIJ) a démantelé une cellule terroriste composée de trois individus, et qui préparait des actes dangereux visant à porter atteinte à la sécurité du Maroc[15],[16],[17].

- Mercredi 11 janvier 2023, le BCIJ affirme que les interventions des forces spéciales de la DGST ont permis l'arrestation de l'un des éléments extrémistes a Chtouka Ait Baha, simultanément avec l'arrestation par les autorités espagnoles de deux autres membres de la même cellule à Almeria, dont Les investigations ont montré que les personnes arrêtées ont prêté allégeance à Daech. Elles s'activaient dans la diffusion et la promotion des idées extrémistes pour les besoins de recrutement et d'embrigadement[18],[19],[20].

- Le 19 février 2025, le Bureau central d’investigations judiciaires (BCIJ) a démantelé une cellule terroriste liée à Daech au Maroc, grâce à des informations de la Direction Générale de la Surveillance du Territoire (DGST). L'opération a eu lieu dans plusieurs villes, dont Laâyoune, Casablanca et Fès, et a abouti à l'arrestation de 12 extrémistes. Ces derniers préparaient des projets terroristes, dont des attaques contre des membres des forces de l'ordre et des installations sensibles. Des explosifs, des armes et des documents liés à Daech ont été saisis. L'enquête révèle que cette cellule était dirigée par un responsable de Daech au Sahel, chargé de coordonner des opérations internationales. Les suspects ont été placés en garde à vue pour approfondir l’enquête. Cette opération souligne la menace croissante de Daech dans la région[21],[22],[23].

- Le Bureau Central d’Investigations Judiciaires (BCIJ) du Maroc a procédé, le 27 juin 2025, à l’arrestation à Rabat d’une étudiante de 21 ans affiliée à l’organisation terroriste « Daech », sur la base de renseignements fournis par la Direction Générale de la Surveillance du Territoire (DGST), en coordination avec les services de renseignement français. La suspecte est accusée de planifier un attentat terroriste visant un lieu de culte, après avoir acquis des compétences en fabrication d’explosifs et de poisons. Cette opération s’inscrit dans le cadre des efforts conjoints des services de sécurité marocains pour prévenir les menaces à la sécurité nationale[24],[25].